# Мильгаузен, Фёдор Богданович
Фёдор Богданович Мильгаузен (1820—1878) — русский правовед, заслуженный профессор и декан юридического факультета Московского университета.

## Биография
Происходил из дворян евангелическо-лютеранского исповедания. Родился в Москве 6 (18) января 1820 года; отец — доктор медицины Богдан Карлович Мильгаузен. 
В 1829—1835 годах учился в пансионе Л. И. Чермака. В 1836 году поступил на историко-филологическое отделение философского факультета Московского университета, но сразу перешёл своекоштным студентом на юридический факультет. После окончания университета в 1840 году со степенью кандидата прав был оставлен в нём для приготовления к профессорскому званию.
Сдав обязательный для заграничной командировки магистерский экзамен (1842), Ф. Б. Мильгаузен в 1843—1846 годах совершенствовался в науках в Берлинском и Парижском университетах: изучал историю римского права, политическую экономию и финансы; в библиотеке Британского музея изучал финансовую политику европейских государств.
В сентябре 1847 года (по некоторым источникам — с 1850 года) Ф. Б. Мильгаузен был утверждён исправляющим должность адъюнкта по кафедре законов о государственных повинностях и финансах. Несколько лет читал лекции по финансовому, государственному, международному и полицейскому праву; также читал историю Древней Греции и Рима. В 1848—1854 годах он — секретарь совета юридического факультета Московского университета. С марта 1861 года — экстраординарный профессор кафедры финансового права. «За свою известную ученую и педагогическую деятельность» в декабре 1869 года он был возведён в степень доктора государственного права и 3 апреля 1870 года утверждён ординарным профессором. Спустя два года, в сентябре 1872 года, он стал заслуженным профессором Московского университета. Читал курсы: «Законы о повинностях и финансах» и «Международное право». Печатных трудов почти не оставил; известны его «Курс государственного права» (Б.м., б.г.) и «Лекции по финансовому праву» (1866?). В торжественном собрании университета произнёс речь «Подоходная подать в Англии» (1872).
В 1872—1877 годах состоял деканом юридического факультета. Неоднократно избирался судьёй университетского суда.
С сентября 1873 года до своей смерти он был президентом Московской евангелическо-лютеранской консистории.
Умер 11 (23) января 1878 года. Похоронен на Введенском кладбище (3 уч.), вместе с женой Елизаветой Борисовной (25.10.1817—17.03.1898).